# Terry Chen
Pour les articles homonymes, voir Chen.
Terry Chen, né le 3 février 1975 à Edmonton, est un acteur canadien.

## Filmographie

### Cinéma

#### Courts métrages
- 2001 : The Waiting Room de Penelope Buitenhuis : un figurant qui prend un ticket
- 2003 : Lonesome Joe : de Mark Sawers : le livreur
- 2009 : Bottom Feeders de Minh Collins : Terry Chiu
- 2013 : #SaveBCFilm PSA de David Langlois et Matthew Tingey : lui-même (non crédité)

#### Longs métrages
- 1999 : Late Night Sessions de Joshua B. Hamlin : Dax
- 2000 : Roméo doit mourir de Andrzej Bartkowiak : Kung
- 2000 : Trixie d'Alan Rudolph : le serveur
- 2000 :  Presque Célèbre de Cameron Crowe : Ben Fong Torres
- 2000 : Crash & Byrnes de John Hess (sortie vidéo) : Liko
- 2001 : Destination: Graceland (3000 Miles to Graceland) de Demian Lichtenstein : l'officier de police
- 2002 : Appel au meurtre de Karl Skogland : l'officier Tom
- 2002 : 40 jours et 40 nuits de Michael Lehmann : Neil
- 2002 : Flagrant Délire de Drew Daywalt et David Schneider : Jin Sun
- 2002 : Chien de Flic 3 de Richard J. Lewis (sortie vidéo) : Sato
- 2002 : Various Positions d'Ori Kowarsky : Ian
- 2002 : Ballistic de Wych Kaosayananda : Harry Lee, agent du FBI
- 2004 : Les Chroniques de Riddick de David Twohy : le pilote Merc
- 2004 : I, Robot d'Alex Proyas : Menton
- 2005 :  Chaos de Tony Giglio : Chris Lei
- 2005 : The Underclassman : Jones « l'Endormi »
- 2006 : Memory : Dr Deepra Chang
- 2006 : Des serpents dans l'avion de David Richard Ellis : Chen Leong
- 2007 : Rogue : L'Ultime Affrontement de Philip G. Atwell : Tom Lone
- 2007 : They Wait d'Ernie Barbarash : Jason
- 2008 : Funérailles d'enfer d'Anna Chi : le propriétaire du magasin funéraire
- 2009 : Rock Slyde de Chris Dowling : David
- 2009 : Hardwired d'Ernie Barbarash (sortie vidéo) : Carter Burke
- 2009 : A Dangerous Man de Keoni Waxman (sortie vidéo) : Chen
- 2013 : Elysium de Neill Blomkamp : un technicien
- 2013 : Evil Feed de Kimani Ray Smith : Steven
- 2014 : Godzilla de Gareth Edwards : le deuxième membre d'équipe
- 2020 : Falling de Viggo Mortensen : Eric
- 2021 : Demonic de Neill Blomkamp : Daniel

### Télévision

#### Téléfilms
- 2000 : Le Secret du vol 353 (téléfilm) de Mikael Salomon : Lee Kwong
- 2000 : Ile des Ombres : Colonie de Lépreux de l'île d'Arcy 1891 - 1924 de Erik Paulsson : un patient syphilitique
- 2001 : The Third Degree de Steve Miner : Kevin
- 2002 : Paranormal Girl (téléfilm) d'Andrew Fleming :
- 2003 : Pacte de femmes (téléfilm) de Rachel Talalay : Bruno
- 2004 : The Life (téléfilm) de Lynne Stopkewich : Daryl
- 2004 : The Love Crimes of Gillian Guess de Bruce McDonald : Jerry, Avocat de la défense
- 2008 : The Quality Of Life (téléfilm) de John Fawcett : Kent Louie
- 2008 : Mariage dangereux (téléfilm) de Jason Bourque : Richard
- 2009 : Piégée sur la Toile (téléfilm) de Mark Cole : Dr Tim Massey
- 2009 : Chasseuse de tempêtes (téléfilm) de George Mendeluk : Tommy Cramer
- 2012 : Battlestar Galactica: Blood and Chrome (téléfilm) de Michael Taylor et David Eick : le chef de pont Tiu, de l'Osiris

#### Séries télévisées
- 1999 : The Sentinel (série télévisée) de Danny Bilson et Paul De Meo : le membre d'un gang (saison 4, un épisode)
- 1999 : Aftershock : Tremblement de terre à New York (mini-série) de Mikael Salomon : le deuxième technicien de FEMA (parties 1 et 2)
- 1999 : Stargate SG-1 (série télévisée)  de Jonathan Glassner et Brad Wright : Monk (saison 3, épisode 20

)
- 2000 : The Fearing Mind (série télévisée) de Billy Brown : Loc Tran Minh (épisodes 4 et 8)
- 2000-2005 : Da Vinci's Inquest (série télévisée) de Chris Haddock : William Chen
- 2001 : MythQuest (série télévisée) : Dionysus
- 2002 : Dark Angel (série télévisée) de James Cameron et Charles H. Eglee : un membre de S1W
- 2002 : Mentors (série télévisée) de Josh Miller : un étudiant de Wong Fei Hung
- 2002 : Marie-Kate et Ashley (série télévisée) de Michelle Lamoreaux et Robin Riordan : Rodney Choy (voix)
- 2002 : Disparition (mini-série) de Leslie Bohem : Dr Powel
- 2003 : La Treizième Dimension (série télévisée) de Rod Serling : Nathan Park
- 2003 : Jake 2.0 (série télévisée) de Silvio Horta : l'agent chinois
- 2004 : Smallville (série télévisée) de Alfred Gough et Miles Millar : l'inspecteur Paul Cage
- 2004 : Les 4400 (série télévisée) de René Echevarria et Scott Peters : Colin Chen
- 2004-2005 : Battlestar Galactica (série télévisée) de Glen A. Larson et Ronald D. Moore : Perry / Chuckles (saison 1, épisodes 4 et 10)
- 2005 : Robson Arms (série télévisée) de Gary Harvey et Susin Nielsen : Un figurant qui fait du roller blade (saison 1, épisode 5)
- 2005 : Terminal City (série télévisée) d'Angus Fraser : Docteur (saison 1, épisode 10)
- 2006 : The Evidence : Les Preuves du crime (série télévisée) de Samuel Baum et Dustin Thomason : Tui Huang (saison 1, épisode 5)
- 2006-2007 : Big Day (série télévisée) de Josh Goldsmith et Cathy Yuspa : Johnny
- 2008 : The Guard : Police maritime (série télévisée) de Charles Bishop, Michael Donovan et Raymond Storey : Steve (saison 2 épisode 4)
- 2009 : Wild Roses (série télévisée) de Miranda de Pencier et Amy Cameron : Fukuwawa Jr. (saison 1, épisode 12)
- 2009 : Defying Gravity (série télévisée) de James D. Parriott : Ethan Lee (saison 1, épisode 5)
- 2010 : Sanctuary (série télévisée) : Charles
- 2010 : Agence tous risques (The A-Team) (série télévisée)
- 2011 : Combat Hospital (série télévisée) : Dr Bobby Trang
- 2012 : Nikita (série télévisée) : l'inspecteur Jeong
- 2012-2014 : Continuum (série télévisée) : Curtis Chen
- 2013 : Elysium de Neill Blomkamp
- 2013 : Bomb Girls (série télévisée) : Kai Low
- 2013 : Bates Motel (série télévisée) : Ethan Chang
- 2014 : House of Cards (série télévisée) : Xander Feng
- 2014 : Les 100 (The 100) (série télévisée) : le commandant Shumway
- 2014 : Strange Empire (série télévisée) : Ling
- 2015 : Backstrom (série télévisée) : Dominic Chan
- 2016 : Revenger (The Assignment) de Walter Hill : Dr Lin
- 2016 : Van Helsing (série télévisée)
- 2016 : Jeu trouble (Come and Find Me) : l'inspecteur Chris Sloan
- 2017 : The Expanse (série télévisée) : Praxidike Meng
- 2018 : Jessica Jones (série télévisée) : Pryce Cheng (6 épisodes)
- 2020 : Legends of Tomorrow (série télévisée) de Greg Berlanti, Marc Guggenheim, et Phil Klemmer : Gengis Khan (épisode 5.02)
- 2022 : Le Lac (The Lake) (série télévisée) de Jordan Gavaris, Julia Stiles et Madison Shamoun : Victor Lin

## Ludographie
- 2001 : Smuggler's Run 2: Hostile Territory : Tan